# Ильяву (район)
Ильяву (порт. Ílhavo) — район (фрегезия) в Португалии, входит в округ Авейру. Является составной частью муниципалитета Ильяву. Находится в составе крупной городской агломерации Большое Авейру. По старому административному делению входил в провинцию Бейра-Литорал. Входит в экономико-статистический субрегион Байшу-Воуга, который входит в Центральный регион. Население составляет 16 760 человек. Занимает площадь 41,68 км².